# Carmen (Bohol)
Carmen é um município de  segunda classe de renda municipal (d) na província Bohol, nas Filipinas. De acordo com o censo de 1 de maio  de  2020 possui uma população de 49 191 pessoas e 11 244 domicílios.